# I denna natt blir världen ny - Jul i Betlehem II
I denna natt blir världen ny - Jul i Betlehem II är ett julalbum, utgivet 2007 med den svenska popsångerskan Carola Häggkvist. Albumet släpps några dagar senare även i de andra nordiska länderna Norge, Danmark och Finland. Skivan spelades in i Betlehem i mitten av 2007, precis som föregångaren Jul i Betlehem som utgavs 1999. Albumet innehåller både gamla julsånger och nyskrivna sånger, som den kommande singeln "I denna natt blir världen ny" med text av Erik Hillestad och musik av Carola Häggkvist. Albumet är på flera språk, sånger på svenska, norska och engelska finns representerade.

## Låtlista[3]
1. Stilla natt, heliga natt (Stille Nacht, heilige Nacht)
2. Lyss till änglasångens ord
3. Gläns över sjö och strand
4. I denna natt blir världen ny
5. Her kommer dine arme små
6. När det lider mot jul (Det strålar en stjärna)
7. Vid Betlehem en vinternatt (The First Noel)
8. Ett barn är fött på denna dag
9. Mariavisa
10. Jul, jul, strålande jul
11. Marias vaggsång
12. This Child
13. Go, Tell It On The Mountain
14. Nu tändas tusen juleljus

## Medverkare
- Carola Häggkvist - sång
- Torjus Vierli - klaviatur, autoharpa, piano
- Rune Arnesen - slagverk
- Jonny Sjo - bas
- Hallgrim Brattberg - gitarr
- Erik Hillestad - producent

## Listplaceringar
| Lista (2007-2008) | Topplacering |
| ----------------- | ------------ |
| Norge             | 12           |
| Sverige           | 1            |

## Listframgångar[6]
| Norge Top 60 |    |    |    |    |    |
| Vecka        | 01 | 02 | 03 | 04 | 05 |
| Position     | 21 | 14 | 14 | 15 | 12 |

| Sverige Top 60 |    |    |    |    |    |
| Vecka          | 01 | 02 | 03 | 04 | 05 |
| Position       | 1  | 1  | 1  | 1  | 2  |